# Stanisławiwka (rejon chmielnicki)
Stanisławiwka (ukr. Станіславівка) – wieś na Ukrainie, w obwodzie chmielnickim, w rejonie chmielnickim, w hromadzie Wińkowce. W 2001 liczyła 693 mieszkańców.